# Samari (Népal)
Pour les articles homonymes, voir Samari.
Samari (en népalais : सामरी) est un comité de développement villageois du Népal situé dans le district de Nuwakot. Au recensement de 2011, il comptait 5 304 habitants.